# Natternbach
Natternbach ist eine Marktgemeinde in Oberösterreich im Bezirk Grieskirchen im Hausruckviertel mit 2318 Einwohnern (Stand 1. Jänner 2024).

## Geografie
Natternbach liegt auf 434 Metern Höhe im Hausruckviertel. Die Ausdehnung beträgt von Nord nach Süd 8,6 Kilometer, von West nach Ost 6,6 Kilometer. Die Gesamtfläche beträgt 30,9 km². 35,6 % der Fläche sind bewaldet, 57,9 % der Fläche sind landwirtschaftlich genutzt.

### Gemeindegliederung
Das Gemeindegebiet umfasst folgende 40 Ortschaften (in Klammern Einwohnerzahl Stand 1. Jänner 2024):
- Au bei Ed (27)
- Au bei Natternbach (9)
- Baumühl (17)
- Berndorf (63)
- Bernrad (41)
- Dopl (17)
- Eck (24)
- Ed (16)
- Fronberg (59)
- Gaisbuchen (99)
- Gschaid (21)
- Haibach (33)
- Hairet (9)
- Hochstraß (47)
- Hörmating (34)
- Hörzingerwald (44)
- Hungberg (27)
- Kapping (23)
- Kirchberg (32)
- Knotzberg (13)
- Kreuz (43)
- Lichtberg (12)
- Moos (15)
- Natternbach (1068)
- Oberhörzing (13)
- Obermaggau (30)
- Obertresleinsbach (98)
- Pfeneberg (34)
- Pötzenau (14)
- Pötzling (33)
- Püret (11)
- Reiting (26)
- Rittberg (24)
- Schmiedparz (53)
- Tal (75)
- Traunolding (21)
- Untereck (16)
- Unterhörzing (21)
- Untermaggau (45)
- Wolfgrub (11)

Die Gemeinde besteht aus zwei Katastralgemeinden Natternbach und Tal.
Die Gemeinde liegt im Gerichtsbezirk Eferding.

### Nachbargemeinden
| Kopfing im Innkreis (Bez. Schärding) | St. Aegidi (Bez. Schärding)                 |                     |
| Enzenkirchen (Bez. Schärding)        | Kompassrose, die auf Nachbargemeinden zeigt | Neukirchen am Walde |
| St. Willibald (Bez. Schärding)       | Steegen                                     | Peuerbach           |

## Geschichte

### Ortsgeschichte
Bereits im 9. Jahrhundert wurde Natternbach als „Norderenbar“ schriftlich erwähnt und entstand durch einen Vertrag Otto von Norderenbars mit dem Hause Babenberg (Beleg?).
Laut Ortsnamenbuch des Landes Oberösterreich erfolgte die erste schriftliche Erwähnung des Ortes im Jahr 1147.
Zur Zeit des Oberösterreichischen Bauernkriegs spielte Natternbach eine Schlüsselrolle. In Natternbach wurde im Jänner 1625 der Dechant Blasius de Livo und der von ihm eingesetzte italienische Pfarrer von einigen Hundert Bauern mit Steinen beworfen und verjagt. Dies blieb zunächst ohne Konsequenzen brachte aber eine Reihe von Ereignissen in Gang die im Oberösterreichischen Bauernkrieg endeten. Im Mai desselben Jahres wurde auch in Frankenburg am Hausruck der katholische Pfarrer verjagt und der Pfleger der Grafschaft im Schloss Frankenburg belagert. Um weitere Aufstände im Keim zu ersticken, wurde von Adam Graf von Herberstorff mit dem Frankenburger Würfelspiel ein Exempel statuieren. Doch dadurch wuchs der Zorn der protestantischen Bauern noch mehr, worauf im Mai 1626 der Bauernkrieg durch die ersten Kampfhandlungen in Lembach im Mühlkreis begann.
Gemeinsam mit anderen Ortschaften des „Dunklen Ecks“, wie Herberstorff die aufständischen Bauernortschaften nannte, stellte man eine für damalige Verhältnisse extrem starke und gleichzeitig schlagkräftige Truppe bestehend aus mehreren Hundert Bauern unter dem Kommando des Hansen Vischer bereit, um die bayerischen Truppen gemeinsam mit Truppen aus St. Agatha, Neukirchen am Walde und selbst Peuerbach aus derselben Stadt zu vertreiben. In einer ersten Schlacht gelang dies, und die Bauern erbeuteten Kanonen und moderne Waffen der bayerischen Soldaten.
Als Graf Herberstorff mit einer großen Abteilung bayerischer Berufssoldaten ausrücken wollte, um die Aufständischen noch in Peuerbach zurückzuschlagen, wurde er mitten im Marsch auf der Ledererwiese von einem Hinterhalt der Bauern überrascht. Diese kämpften zu allem entschlossen gegen Herberstorffs Elitesoldaten, den Schwarzen Reitern Münchens, sodass sich der Graf nur mit einer kleinen Truppe durch eine unkontrollierte Flucht retten konnte. Sämtliche Infanterie der Bayern blieben am Schlachtfeld zurück. Auch durch diese Schlacht erbeuteten die Bauern große Mengen an Kriegsmaterial. Als man jedoch an einer Belagerung der Landeshauptstadt Linz scheiterte, wurden alle hohen Persönlichkeiten der Bauern gefangen genommen, mit ihnen auch Hansen Vischer. Man ließ sie entscheiden zwischen Bekehrung zum Katholizismus oder dem Tod. Hansen Vischer war der einzige von ihnen, der den Tod wählte, um so sein Gesicht nicht zu verlieren.
Seit 1490 wird Natternbach dem Fürstentum Österreich ob der Enns zugerechnet. Während der Napoleonischen Kriege war der Ort mehrfach besetzt. Seit 1918 gehört der Ort zum Bundesland Oberösterreich. Nach dem Anschluss Österreichs an das Deutsche Reich am 13. März 1938 gehörte der Ort zum Reichsgau Oberdonau. 1945 erfolgte die Wiederherstellung Oberösterreichs.

### Einwohnerentwicklung
1991 hatte die Gemeinde laut Volkszählung 2.300 Einwohner, 2001 dann 2.337 Einwohner. Von 2001 bis 2011 blieb zwar die Geburtenbilanz positiv (+70), die Abwanderung nahm jedoch zu (−86), sodass die Bevölkerungszahl auf 2.321 im Jahr 2011 zurückging.

## Kultur und Sehenswürdigkeiten

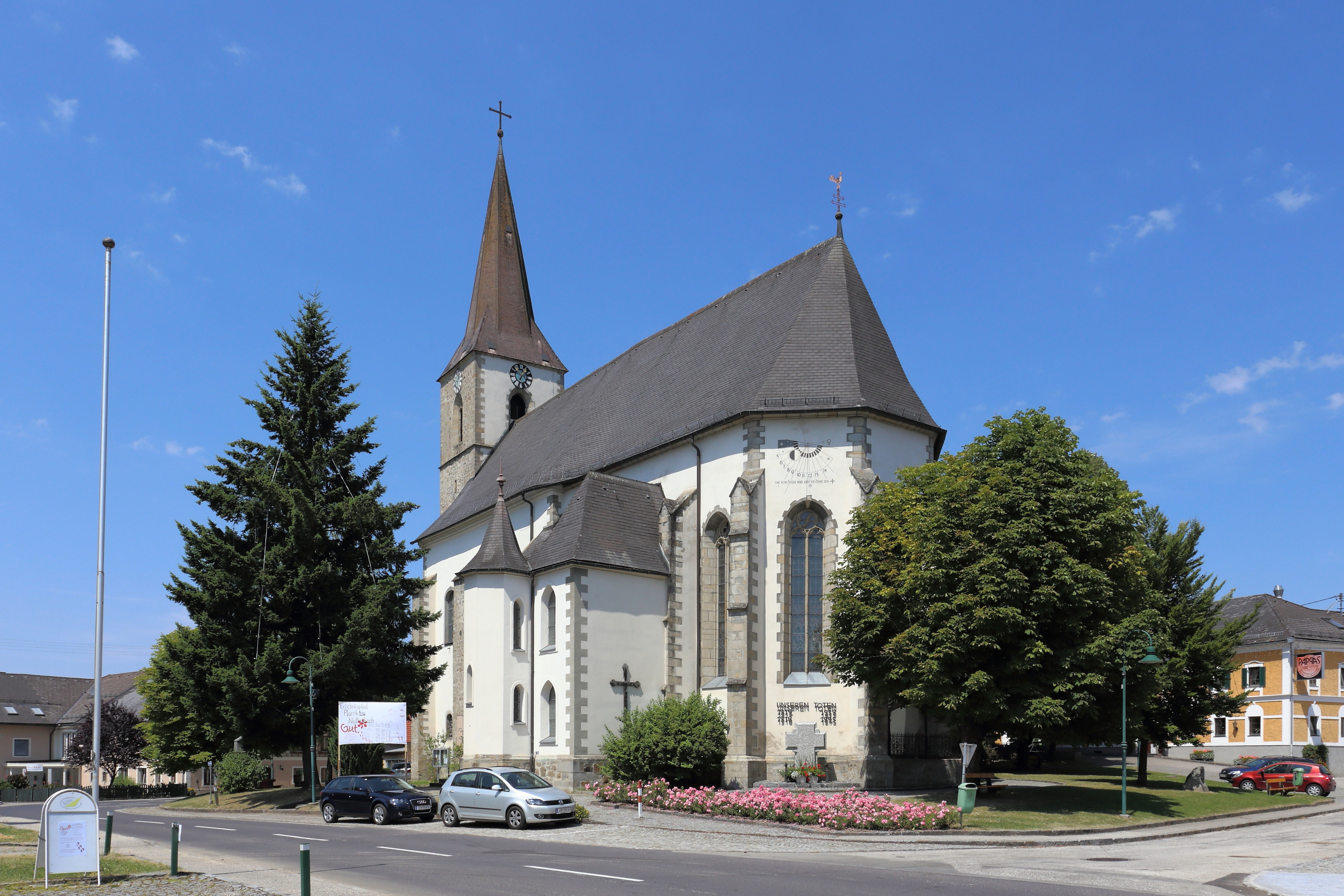
Pfarrkirche Natternbach

- Katholische Pfarrkirche Natternbach hl. Margareta: Am spätgotischen Kirchenbau wurde im Ende des 18. Jahrhunderts das Gewölbe des Langhauses barockisiert.

## Wirtschaft und Infrastruktur

### Tourismus
Mit einem Naturerlebnispark, aber auch vielen Pensionen, Reiterhöfen, einem Beachvolleyballplatz und Asphaltstockplätzen ist es ein beliebter Tourismusort des Bezirks Grieskirchen.

### Sicherheit
In der Gemeinde sorgen die Freiwillige Feuerwehr Natternbach und die Freiwillige Feuerwehr Tal für Sicherheit.

### Sport
Natternbach ist seit 1955 um den Ausbau seiner Sportanlagen bemüht und kann auf viele große sportliche Erfolge verweisen. Erwähnenswert ist der Leichtathletikverein IGLA Long Life mit Obmann Hubert Lang, dem erfolgreichsten Turnlehrer Oberösterreichs und Initiator des jährlichen Silvesterlaufs Peuerbach (von 1981 bis 1996 Silvesterlauf Natternbach). Dieser Verein zählt mit zu den besten Österreichs und ist international bekannt, lediglich der LV Wien kann auf noch mehr Erfolge verweisen.
Auch der Fußballverein Natternbach machte sich einen Namen. Immer wieder kommen Nachwuchsspieler in die Landesauswahl, ein Torhüter brachte es sogar in die Nationalmannschaft und war dort sehr erfolgreich. Auch der Verein selbst war lange Zeit unerreicht im Bezirk: Man schaffte es bis in die 2. Landesliga, wo beinahe ausschließlich große Städte rangieren.
Weltberühmt wurden zwei Natternbacher, die immer wieder Europameister im Skibobfahren ihrer Klasse wurden, einer von ihnen schaffte es sogar zum mehrmaligen Weltmeister.
Mit einer großen Sportanlage und überdachten Zuschauerrängen, einem eigenen Trainingsplatz, Tennisplätzen, vorgefahrenen Langlaufloipen, einem Skilift („Liftomat 2000“ und Flutlichtern), groß angelegten Wanderwegen usw. bietet Natternbach eines der umfangreichsten sportlichen Angebote überhaupt, die man in einem Dorf mit dieser Einwohnerzahl finden kann.

## Politik

### Gemeinderat
Der Gemeinderat hat 19 Mitglieder.
- Mit den Gemeinderats- und Bürgermeisterwahlen in Oberösterreich 2003 hatte der Gemeinderat folgende Verteilung: 14 ÖVP, 10 SPÖ und 1 FPÖ. (25 Mandate)
- Mit den Gemeinderats- und Bürgermeisterwahlen in Oberösterreich 2009 hatte der Gemeinderat folgende Verteilung: 14 ÖVP, 8 SPÖ und 3 FPÖ. (25 Mandate)
- Mit den Gemeinderats- und Bürgermeisterwahlen in Oberösterreich 2015 hatte der Gemeinderat folgende Verteilung: 10 ÖVP, 7 SPÖ, 6 FPÖ und 2 GRÜNE. (25 Mandate)
- Mit den Gemeinderats- und Bürgermeisterwahlen in Oberösterreich 2021 hat der Gemeinderat folgende Verteilung: 8 ÖVP, 5 SPÖ, 4 FPÖ und 2 GRÜNE (19 Mandate).[10][11]

### Bürgermeister
- 1945–1949 Josef Zauner
- 1949–1961 Franz Klaffenböck
- 1961–1967 Josef Litzlbauer
- 1967–1988 Franz Lindner
- 1988–2003 Hermann Obernhumer (ÖVP)
- 2003–2021 Josef Ruschak (ÖVP)
- seit 2021 Nadine Humberger (ÖVP)

### Wappen
Blasonierung: „Durch einen blau-silber geteilten Wellenbalken von Silber und Rot erniedrigt geteilt; oben ein flugbereiter, schwarzer Rabe.“ Die Gemeindefarben sind Blau-Weiß-Rot.
Das 1967 verliehene Gemeindewappen beruht auf dem Wappen des einst hier ansässigen Rittergeschlechts, als Vorlage diente ein Siegelabdruck des Pernhart von Nadernpach aus dem Jahr 1300. Der Wellenbalken verweist auf den Ortsnamen.

## Persönlichkeiten

### Ehrenbürger der Gemeinde
- 1988: Franz Lindner († 2020), Bürgermeister von Natternbach 1967–1987[13]
- Jahr? Hermann Obernhumer, Bürgermeister von Natternbach 1987–2002
- Jahr? Josef Ruschak († 2024), Bürgermeister von Natternbach 2003–2021
- Jahr? Karl Hagler (–2015), Pfarrer von Natternbach 1970–2015
- Jahr? Josef Ratzenböck, Altlandeshauptmann von Oberösterreich

### Söhne und Töchter der Gemeinde
- Josef Pfeneberger (1880–1952), Landtagsabgeordneter
- Martin Humer (1925–2011), Antipornographieaktivist
- Johannes Marböck (* 1935), Theologe
- Alois Fischbauer (1951–2012), Skibobfahrer und Sportfunktionär
- Anna Maria Dieplinger (* 1970), Sozialwissenschaftlerin